# Hebdomada Aenigmatum
Hebdomada Aenigmatum es la primera revista de crucigramas y rompecabezas en latín.
Desde junio de 2014 ha sido publicado mensualmente por la Asociación Cultural Leonardo, en colaboración con la revista de noticias en línea en latín Ephemeris. Está disponible sin cargo en formato .pdf imprimible registrándose en el sitio internet de la revista.
La revista contiene varios crucigramas y juegos de palabras en latín, una variante del Sudoku en números romanos, problemas de ajedrez, acertijos, etc. También contiene una sección de noticias internacionales actuales, una tira de la caricatura Incredibilis Snupius (Snoopy) y una sección de diferentes temas (críticas de películas, recetas, deportes, etc.).
El editor de la revista es Luca Desiata alias "Lucas Cupidus". El consejo editorial está compuesto por Herimannus Novocomensis, Iconoclastes, Lydia Ariminensis, Theodorus.